# Cugovec
Cugovec es una localidad de Croacia situada en el municipio de Gradec, en el condado de Zagreb. Según el censo de 2021, tiene una población de 417 habitantes.